# Waterland (strip)
Waterland is een Vlaamse stripreeks getekend door Jeff Broeckx met scenario's van Marc Legendre. De reeks is ingekleurd door Rita Bernaers (albums nr. 2, 3, 4, 6 het eerste album door Jeff Broeckx), geletterd en in geïnkt door Anita Schauwvlieghe (albums nr. 1, 2, 3, 4, 6) en uitgegeven door Standaard Uitgeverij. De verhalen spelen zich af in de 21ste eeuw waar de personages hun avonturen beleven in een wereld die gebukt gaat onder de opwarming van de aarde. Geen sciencefiction maar een realistisch beeld van hoe de wereld er in de nabije toekomst zou kunnen gaan uitzien.
De strip werd voorgepubliceerd in het stripblad Suske en Wiske weekblad.

## Personages

### Hoofdpersonages
- Boris, de jongste van het gezelschap en tevens kleinere broer van Max.
- Max, de oudere zus van Boris
- Clovis, de vriend van Boris en Max

### Nevenpersonages
- Oom Robin, de oom van Clovis.
- De ouders van Clovis.
- De ouders van Max en Boris.

## Verhalen

### Albums
1. De bultrug 1996, ISBN 9002 20028 5. Voorgepubliceerd in Suske en Wiske weekblad 1995 nr. 17 tot nr. 38.
2. Vermist 1996, ISBN 9002 20073 0. Voorgepubliceerd in Suske en Wiske weekblad 1996 nr. 21 tot nr. 38.
3. De dijkbreuk 1997, ISBN 9002 20121 4. Voorgepubliceerd in Suske en Wiske weekblad 1996 nr. 39 tot 1997 nr. 9.
4. Raginhard 1998, ISBN 9002 20231 8. Voorgepubliceerd in Suske en Wiske weekblad 1998 nr. 4 tot nr. 15.
5. Onweer 1999, ISBN 9002 20341 1. Bestaande uit 8 aaneensluitende kortverhalen. Voorgepubliceerd in Suske en Wiske weekblad 1998 nr. 46 (Brandnetelsoep), 1999 nr. 2 (Tomaten), 1999 nr. 25 (De windbreker), 1999 nr. 38 & 39 (De visser), 1999 nr. 40 & 41 (Onweer), 1999 nr. 44 (Vliegtuig), 1999 nr. 45 (De briefkaart). Het afsluitende verhaal Lilak werd niet voorgepubliceerd in het weekblad maar verscheen rechtstreeks in het album.
6. De wraak van de wuiten 2000, ISBN 9002 20833 2. Voorgepubliceerd in Suske en Wiske weekblad 2000 nr. 25 tot 34.
7. De klokkenluider van Sluis 2002, ISBN 9002 21069 8. Dit album werd niet voorgepubliceerd.

Het zesde album De wraak van de wuiten is ook bedoeld als een vervolg op het Rode Ridder-album De schat van Dijkenland.

#### Buiten de reeks
- Operatie Oost-Vlaanderen mei 1999, Depotnummer D/1999/5139/9, een oplage van 50 000 exemplaren.

#### (Luxe)hardcovers
- Operatie Oost-Vlaanderen, mei 1999
- De klokkenluider van Sluis, 2002

### Overige verhalen
De volgende verhalen verschenen niet in de reguliere albumreeks. De eerste 3 verhalen vinden plaats voor de start van de albumreeks. De andere verhalen vinden plaats na album 3 De dijkbreuk en vóór album 4
Raginhard
- Waterland: verhaal van 6 pagina's waarin de hoofdpersonages elkaar ontmoeten, enkel verschenen in Suske en Wiske weekblad 1997, nr. 23.
- De schuilplaats een volledig verhaal in het Suske en Wiske familiestripboek uit 1996, ISBN 9002 20067 6 . Verscheen eerst in Suske en Wiske weekblad 1994, nr. 46 tot 1995, nr. 12.
- Een gelukwens van… Waterland is een één pagina (7 beelden) groot verhaaltje in het 50 jaar jubileumboek, Suske en Wiske familiestripboek (1995). Het is een eerbetoon aan de toen net 50 jaar geworden Suske en Wiske-reeks en hun bedenker Willy Vandersteen. ISBN 9002 19633 4. Verscheen eerst in Suske en Wiske weekblad 1995, nr. 12.
- Een wonder: verhaal van 6 pagina's, enkel verschenen in Suske en Wiske weekblad 1997, nr. 1.
- De vlieger: verhaal van 4 pagina's, enkel verschenen in Suske en Wiske weekblad 1997, nr. 21.
- Het clubhuis: verhaal van 4 pagina's, eerst verschenen in Suske en Wiske weekblad 1997, nr. 21. Later opgenomen in Suske en Wiske familiestripboek uit 1997.
- De verrassing: verhaal van 6 pagina's, eerst verschenen in Suske en Wiske weekblad 1997, nr. 30. Later opgenomen in Suske en Wiske familiestripboek uit 1997.